# Torfstraßensteg

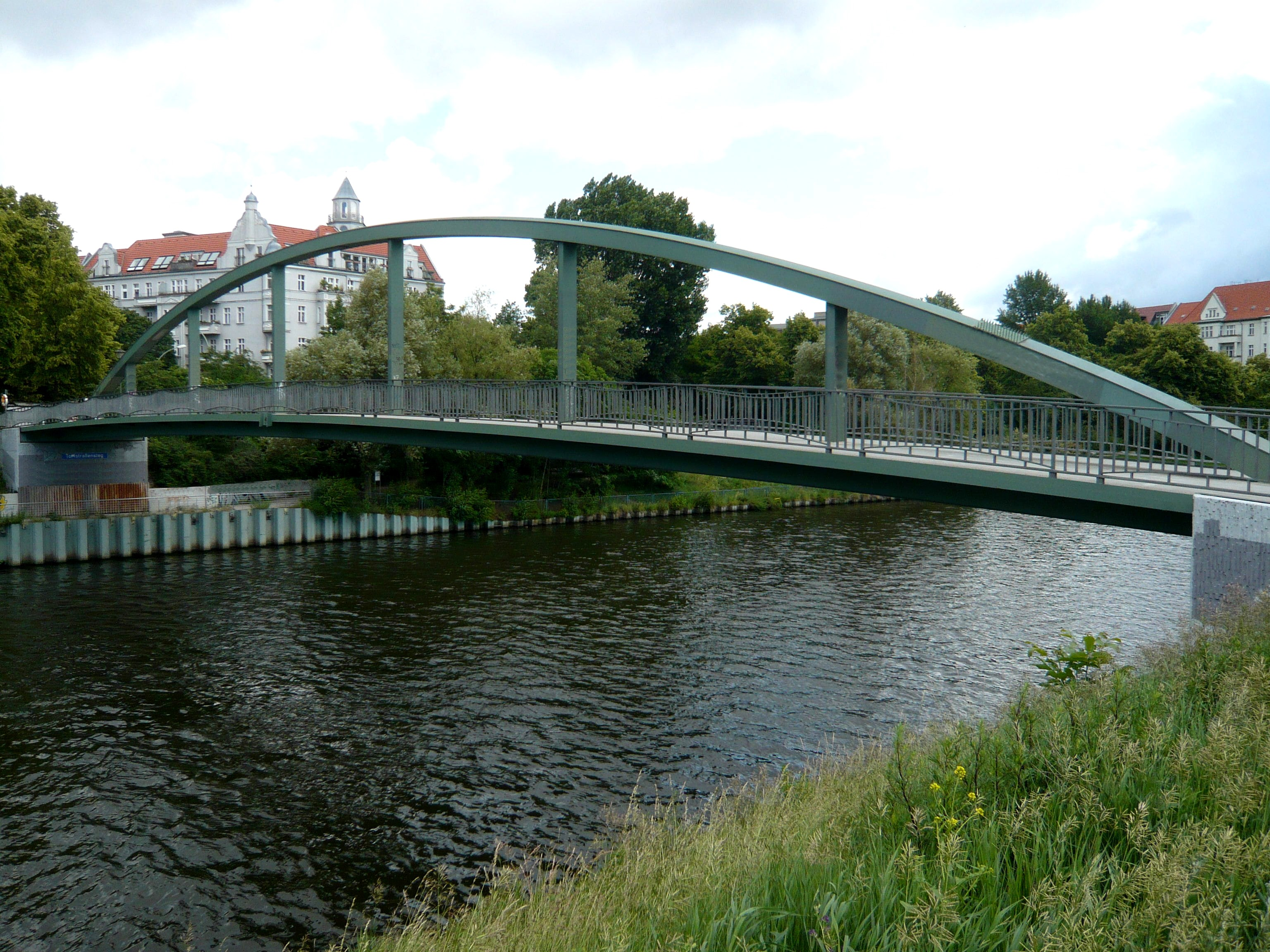
Der Torfstraßensteg am Ende der Torfstraße, von Moabit aus gesehen

Der Torfstraßensteg ist eine für Fußgänger und Fahrradfahrer freigegebene Brücke über den Berlin-Spandauer Schifffahrtskanal zwischen dem Nordufer in Wedding und dem Friedrich-Krause-Ufer in Moabit.
Die Brücke wurde 1979–1980 als Ersatz für die Ende des 19. Jahrhunderts dort bestehende Torfstraßenbrücke gebaut, die dem Lieferverkehr für ein Gipswerk diente. Die im Zweiten Weltkrieg stark beschädigte Brücke wurde 1968 durch einen Neubau ersetzt, der mit der Inbetriebnahme der Torfstraßenstegs 1980 einige Meter weiter westlich wieder abgebrochen wurde.
Der Torfstraßensteg ist eine Stabbogenbrücke, als Einfeldträger mit einem in Brückenachse liegenden Stabbogen. Das Zugband ist der Hohlkasten, mit beiderseits von der Mitte zu den Enden sich verbreiternden Kragarmen. Die Brückenbreite beträgt in der Mitte 4,3 m und am Ende 6,3 m.